# هر دو بودن
هر دو بودن (به انگلیسی: How to Be Both)، یک رمان نوشته الی اسمیت، نویسنده و اهل اسکاتلند است. این رمان برای اولین بار در اوت ۲۰۱۴ توسط انتشارات همیش همیلتون منتشر شد. این رمان در سال ۲۰۱۴ نامزد دریافت جایزه ادبی من بوکر، برنده جایزه ادبی گلداسمیت و برنده جایزه ادبی کاستا شد و همچنین در سال ۲۰۱۵ نامزد دریافت جایزه ادبی فولیو و برنده جایزه ادبیات داستانی زنان شد.